# Тарганиці
Тарганиці (пол. Targanice) — село в Польщі, у гміні Андрихув Вадовицького повіту Малопольського воєводства.
Населення — 3846 осіб (2011).
У 1975—1998 роках село належало до Бельського воєводства.

## Географія
Селом протікає річка Тарганичанка.

## Демографія
Демографічна структура станом на 31 березня 2011 року:
|          | Загалом | Допрацездатний вік | Працездатний вік | Постпрацездатний вік |
| -------- | ------- | ------------------ | ---------------- | -------------------- |
| Чоловіки | 1876    | 438                | 1260             | 178                  |
| Жінки    | 1970    | 456                | 1169             | 345                  |
| Разом    | 3846    | 894                | 2429             | 523                  |